# Folyami tüskésrája
A folyami tüskésrája (Potamotrygon motoro) a porcos halak (Chondrichthyes) osztályának sasrájaalakúak (Myliobatiformes) rendjébe, ezen belül a folyamirája-félék (Potamotrygonidae) családjába tartozó faj.

## Előfordulása
A folyami tüskésrája előfordulási területe Dél-Amerika nagyobb folyói. Állományai találhatók az Uruguay, a Paraná, a Paraguay és az Amazonas folyóban.

## Megjelenése
A hím legfeljebb 50 centiméter hosszúra nő. A legnagyobb kifogott példány testtömege 34,2 kilogramm volt. Lapított és széles testét sok világos pötty borítja; a pettyeket sötét sávok szegélyezik.

## Életmódja
A folyami tüskésrája trópusi állat, a folyómedrek alján él és vadászik. A 24-26 Celsius-fokos és 5-6-os pH-értékű vizet kedveli.

## Szaporodása
Szaporodási szokásairól jószerivel semmit sem tudni. Egy fogságban tartott nőstény 16 kis rájának adott életet.

## Felhasználása
Csekély mértékben halásszák, főleg az akváriumok részére fognak be belőle. Érdemes azonban vigyázni vele, mivel a farkán levő tüske szúrása fájdalmat okozhat.

## Képek

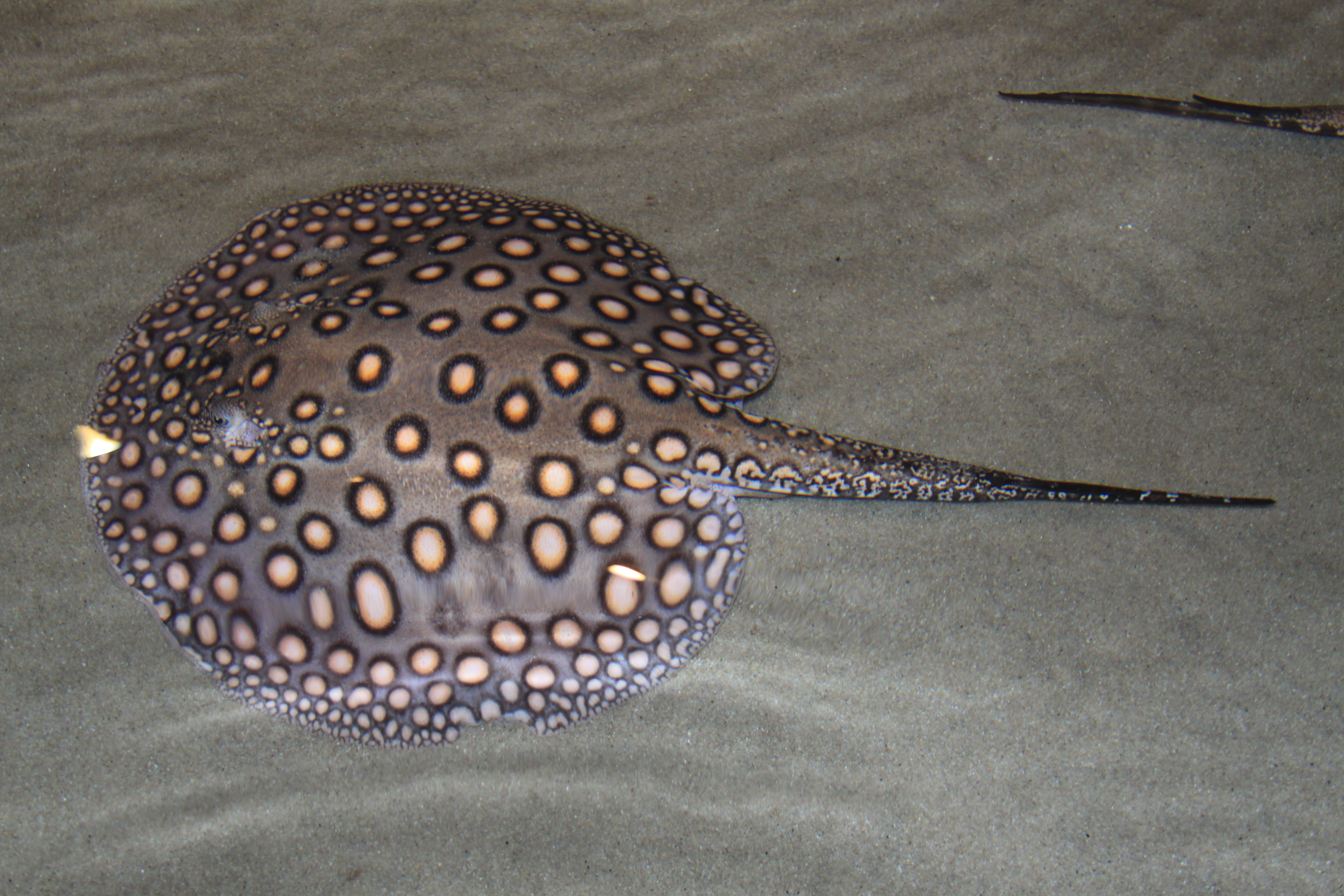
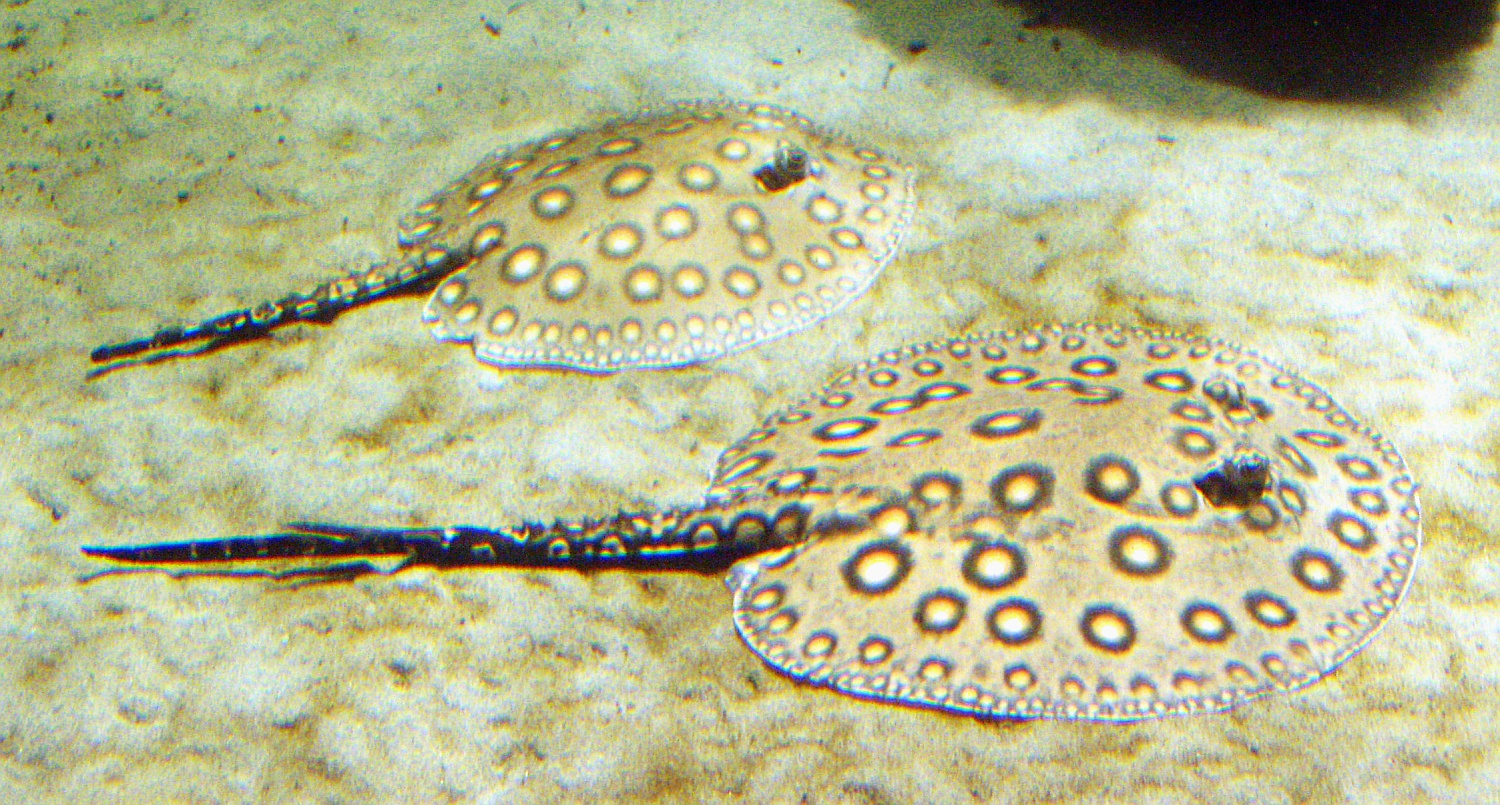
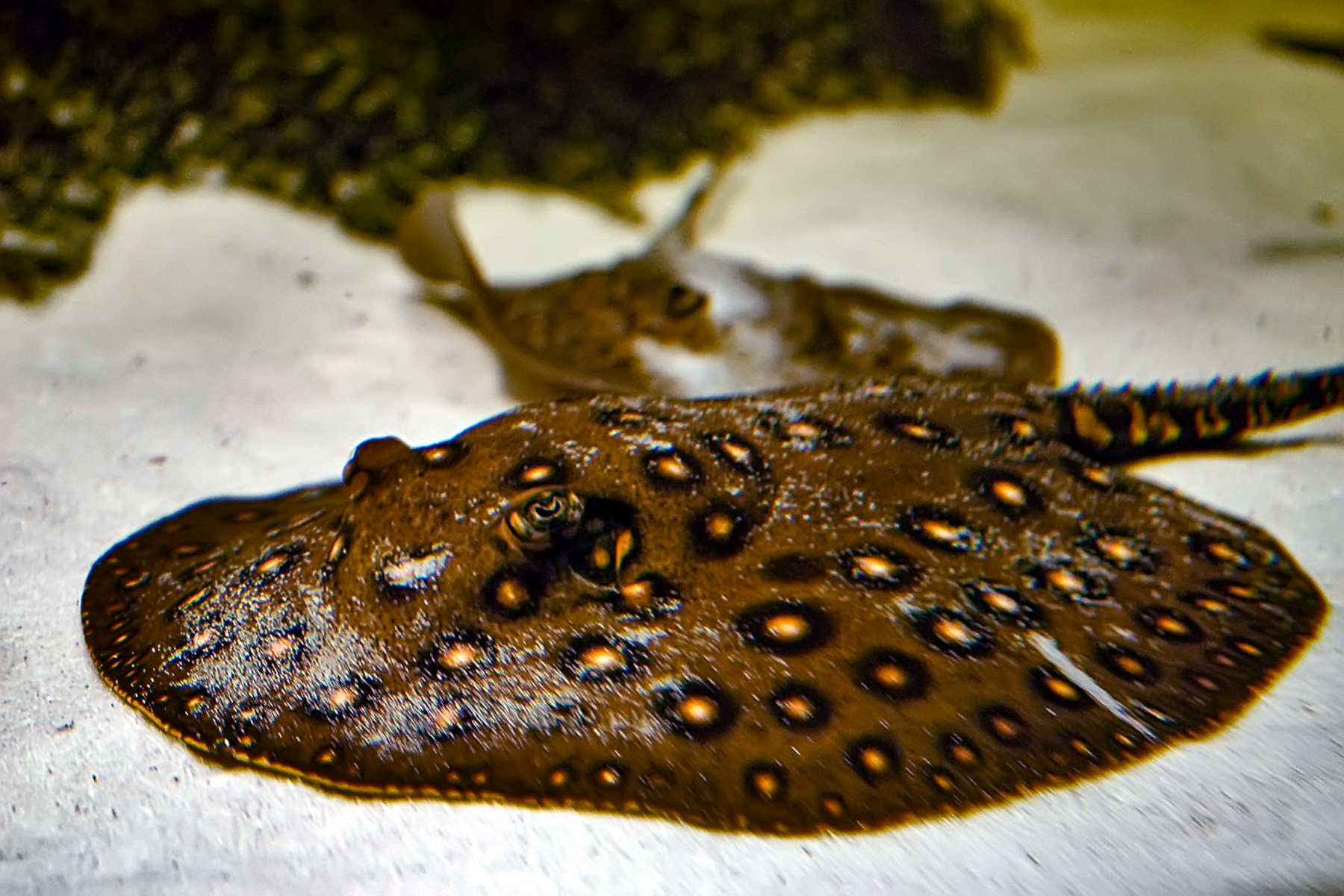
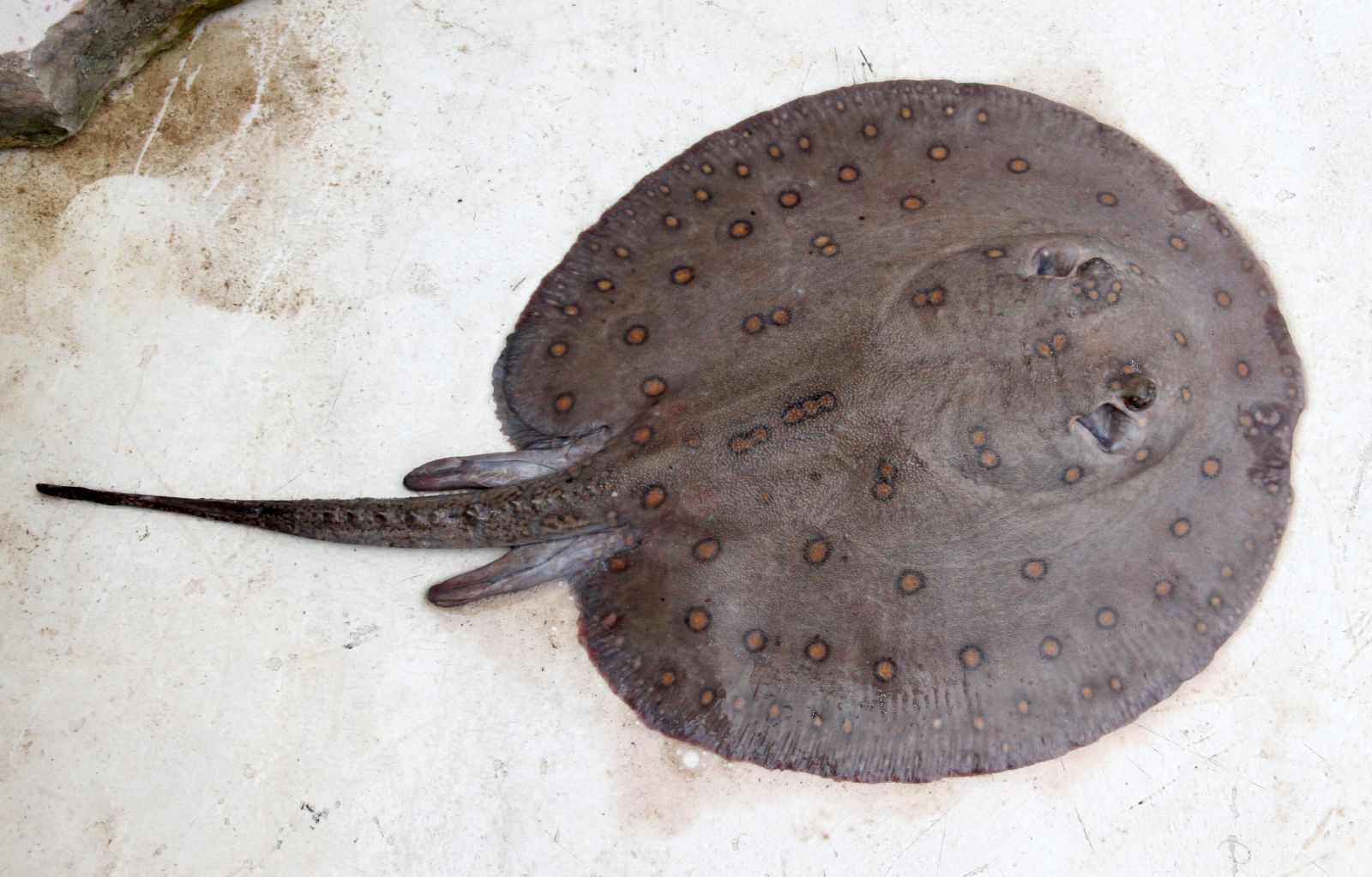
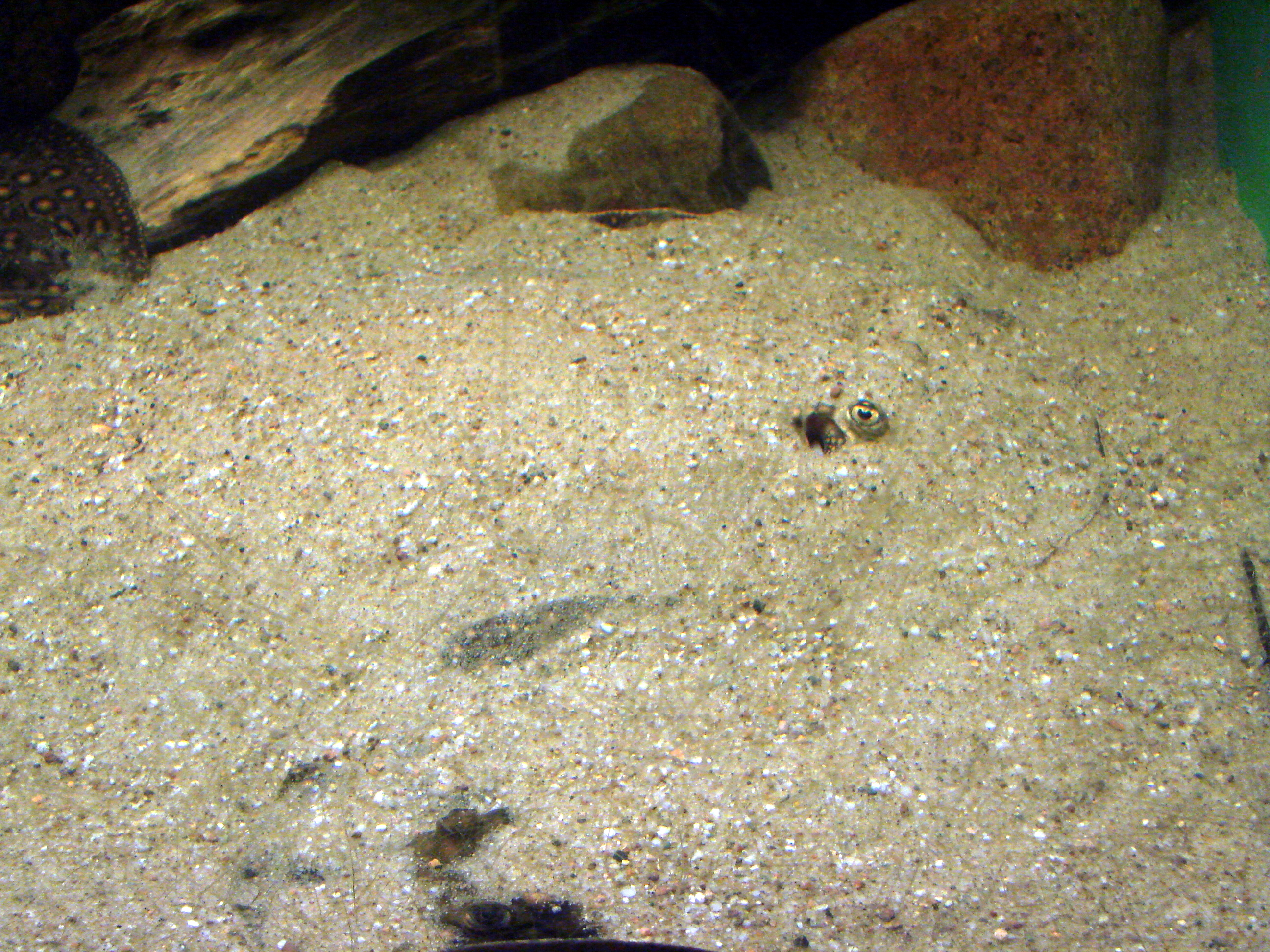
Habár feltűnő a színezete, rejtőzködni is tud
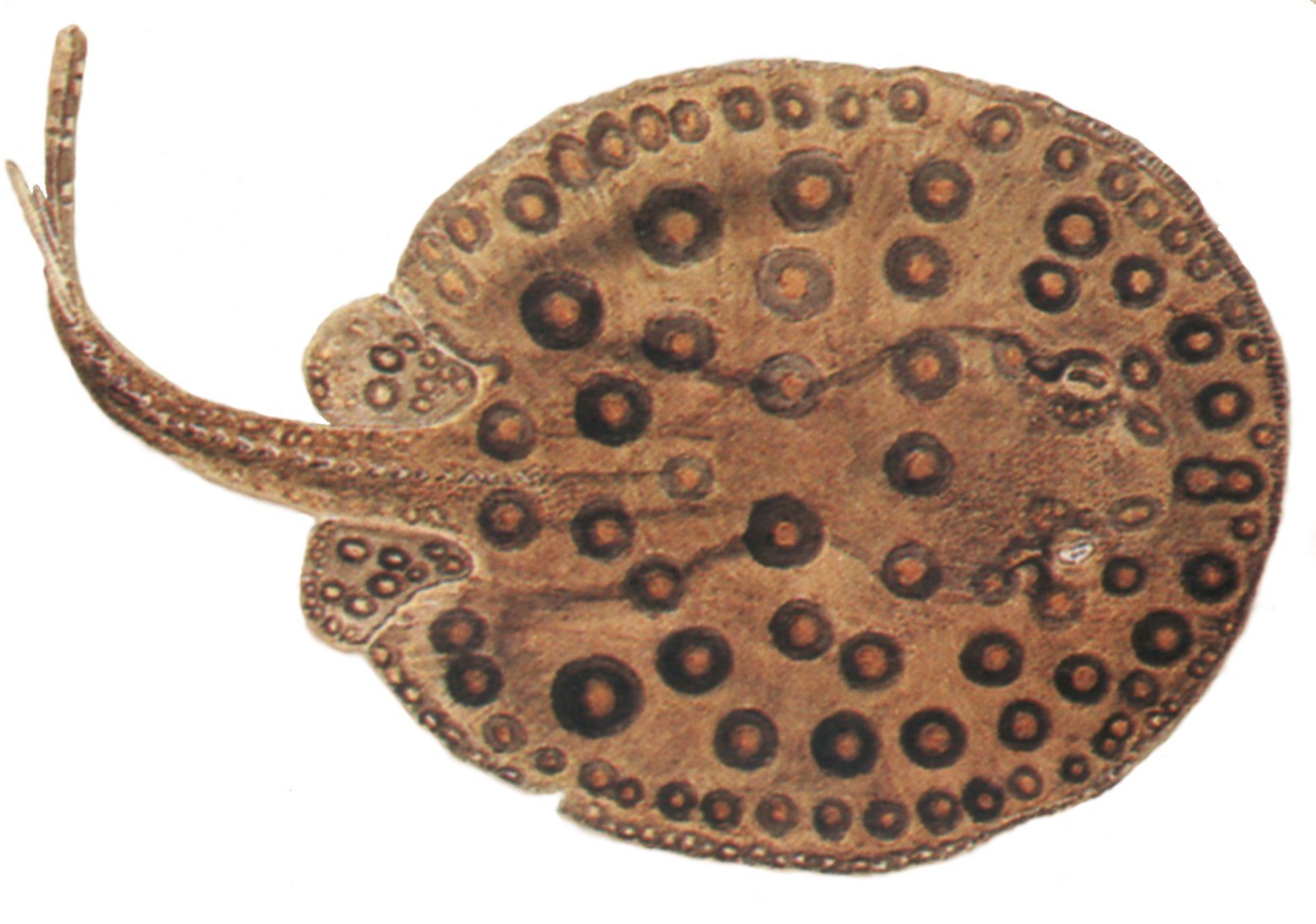
Rajz a halról